# Banksia attenuata
Banksia attenuata (R.Br., 1811) è una pianta appartenente alla famiglia delle Proteaceae, endemica dell'Australia occidentale.